# Pompilites fasciatus
Pompilus fasciatus
Espèce
Synonymes
- †Pompilus fasciatus Théobald, 1937

Pompilites fasciatus est une espèce fossile d'insectes Hyménoptères de la super-famille des Vespoidea, de la famille des Pompilidae et du genre Pompilites.

## Classification
L'espèce Pompilites fasciatus est décrite en 1937 par le paléontologue français Nicolas Théobald dans sa thèse, sous le protonyme Pompilus fasciatus,. 

### Fossiles
L'holotype Am11 appartient à la collection du muséum national d'histoire naturelle de Paris et vient du gypse d'Aix-en-Provence,.

### Étymologie
L'épithète spécifique fasciatus signifie en latin « bandé ».

## Description

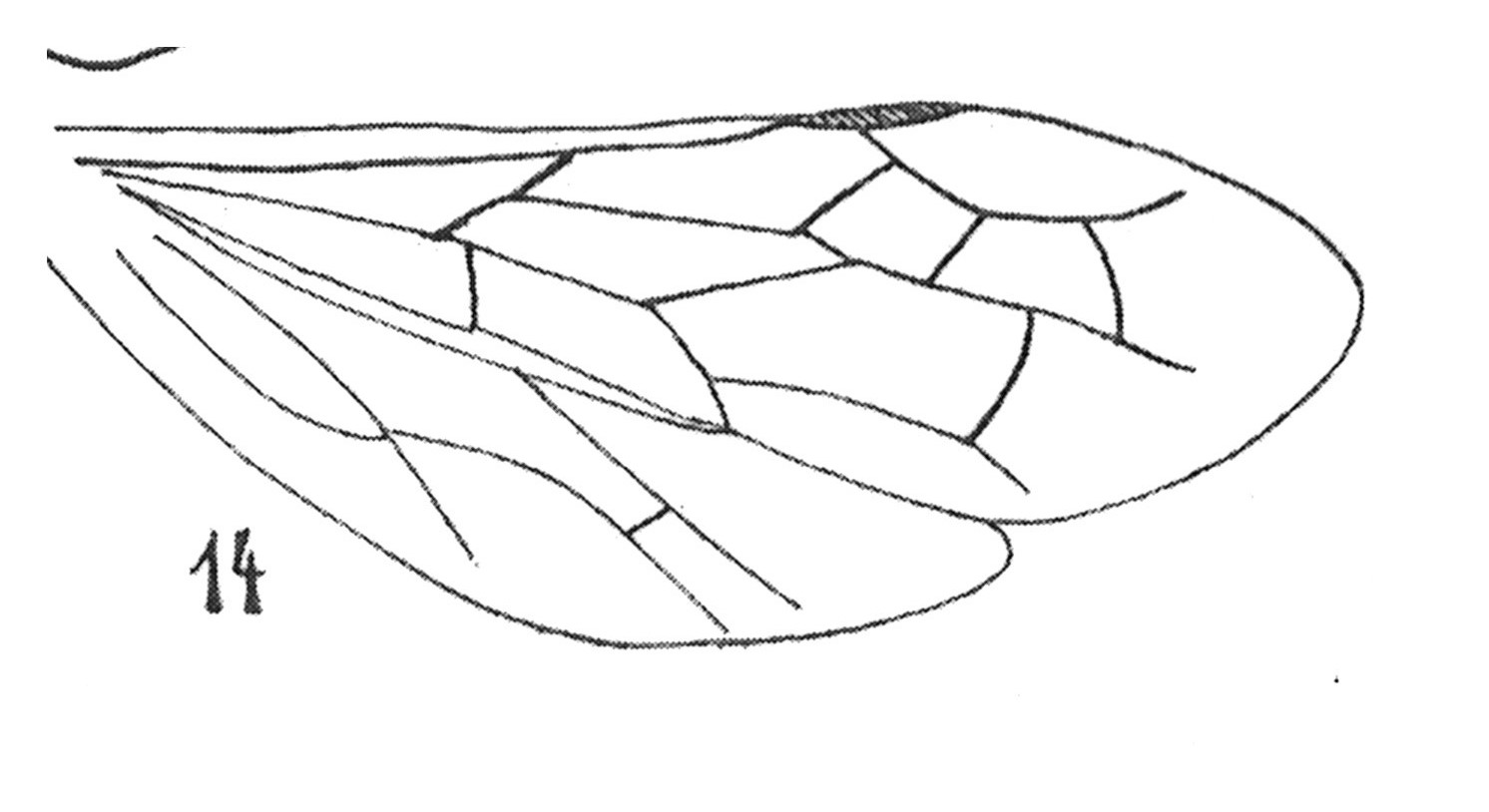
Pompilus fasciatus mâle - aile - Nicolas Théobald 1937 éch am11 p. 320 pl. XXIV Hyménoptères du Stampien d'Aix-en-Provence.

### Caractères
La diagnose de Nicolas Théobald en 1937, : 

« Insecte bien conservé, tête et thorax noirs, abdomen brun, ailes fortement enfumées dans la même longueur que le thorax, segmentation effacée. Pattes longues, tibias éperonnés. Tarses à cinq articles ciliés. Ailes bien étalées ; stigma étroit et long ; cellule radiale large ; trois cellules cubitales, les deuxième et troisième à peu près égales ; la 3troisième subtrapézoïdale, la deuxième en forme de parallélogramme (v. fig.). ».

### Dimensions
L'holotype a une longueur totale de 6,75 mm.

### Affinités
« La nervation, la forme du corps l'attribuent à la famille des Pompilidae. Il se rapproche de Pompilus orientalis Cam. du Bengale, mais la tache sombre de l'aile est plus étendue, la coloration de l'abdomen diffère aussi. »

## Biologie
« Les Pompiles chassent les Araignées. Ces dernières sont aussi représentées dans la faune d'Aix ».

### Publication originale
- [1937] Nicolas Théobald, « Les insectes fossiles des terrains oligocènes de France 473 p., 17 fig., 7 cartes,13 tables, 29 planches hors texte », Bulletin Mensuel de la Société des Sciences de Nancy et Mémoires de la Société des sciences de Nancy, Imprimerie G. Thomas,‎ 1937, p. 1-473 (ISSN 1155-1119 et 2263-6439, OCLC 786027547). .